# Poduchowne (Chomentów)
Poduchowne – przysiółek wsi Chomentów położony w województwie świętokrzyskim, w powiecie jędrzejowskim, w gminie Sobków.
W latach 1975–1998 przysiółek administracyjnie należał do województwa kieleckiego.